# Anthus roseatus
El bisbita rosado (Anthus roseatus) es una especie de ave paseriforme de la familia Motacillidae nativa del interior de Asia.

## Distribución
Este pájaro se encuentra en Afganistán, Bangladés, Birmania, Bután, China, norte de la India, Nepal, Pakistán y norte de Vietnam.